# Obstalden GL
| GL ist das Kürzel für den Kanton Glarus in der Schweiz. Es wird verwendet, um Verwechslungen mit anderen Einträgen des Namens Obstalden zu vermeiden. |

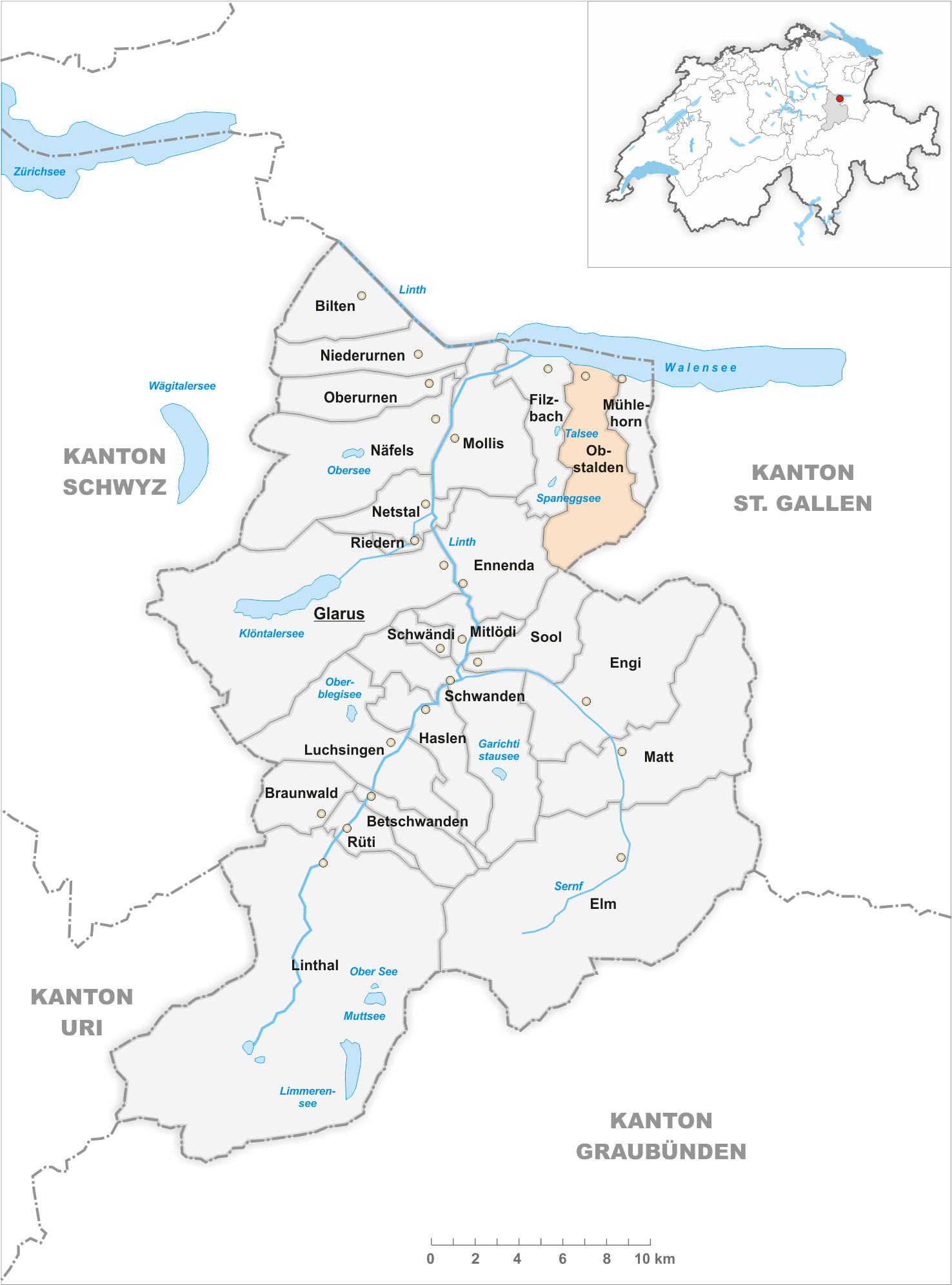
Gemeindestand vor der Fusion am 1. Januar 2011

Obstalden ist ein Dorf und eine ehemalige Ortsgemeinde des Kantons Glarus in der Schweiz.
Das Dorf wurde im Rahmen der Glarner Gemeindereform auf den 1. Januar 2011 mit den Gemeinden Bilten, Filzbach, Mollis, Mühlehorn, Näfels, Niederurnen und Oberurnen zur neuen Gemeinde Glarus Nord zusammengelegt.

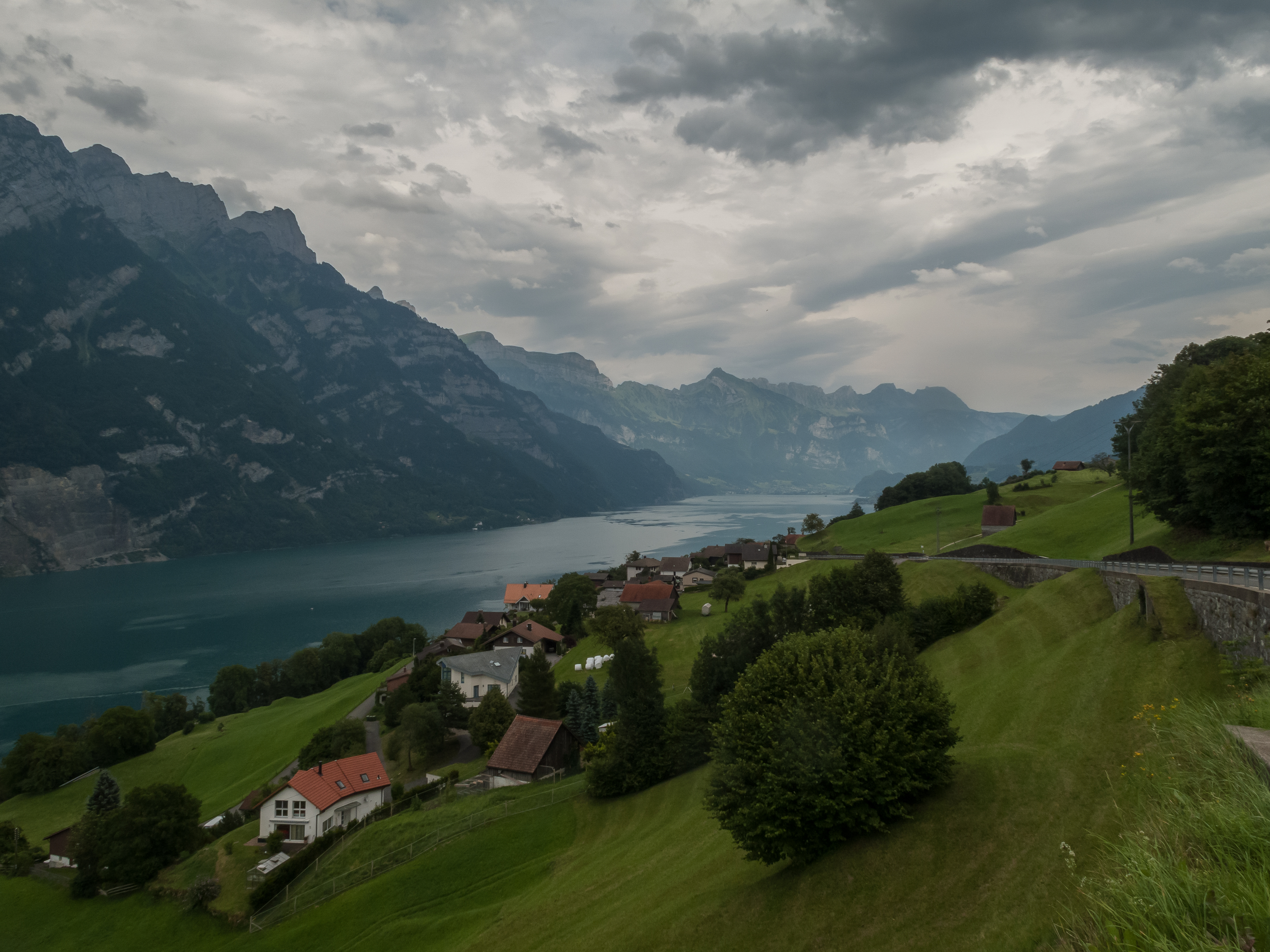
Blick auf den Ortsteil Stocken
mit dem Walensee im Hintergrund

## Geographie

Historisches Luftbild aus 2000 m von Walter Mittelholzer von 1922

Das Dorfzentrum liegt auf 685 m ü. M. auf der Terrasse des Kerenzerberges hoch über dem Walensee. Zur ehemaligen Gemeinde gehörten fünf Weiler: Hüttenberge, Walenguflen, Nidstalden, Voglingen und Mühletal. Südlich des Dorfes liegt der Mürtschenstock, der zum UNESCO-Weltnaturerbe der Glarner Hauptüberschiebung gehört.
Obstalden bildet gemeinsam mit Mühlehorn und Filzbach die Region Kerenzerberg.

## Verkehr
Obstalden liegt an der Hauptstrasse von Mollis nach Mühlehorn. Der nächste Anschluss an die Autobahn A3 liegt in einer Entfernung von rund zwei Kilometern in Mühlehorn. Obstalden ist durch eine Buslinie der Glarner Busbetriebe von Mollis nach Mühlehorn ins öffentliche Verkehrsnetz eingebunden.

## Geschichte
Die erste urkundliche Erwähnung von Obstalden stammt aus dem Jahre 1340 im Urbar  des Klosters Säckingen.
Als reformierter Pfarrer in Obstalden wirkte von 1916 bis 1924 der spätere Theologieprofessor Emil Brunner.

## Weblinks

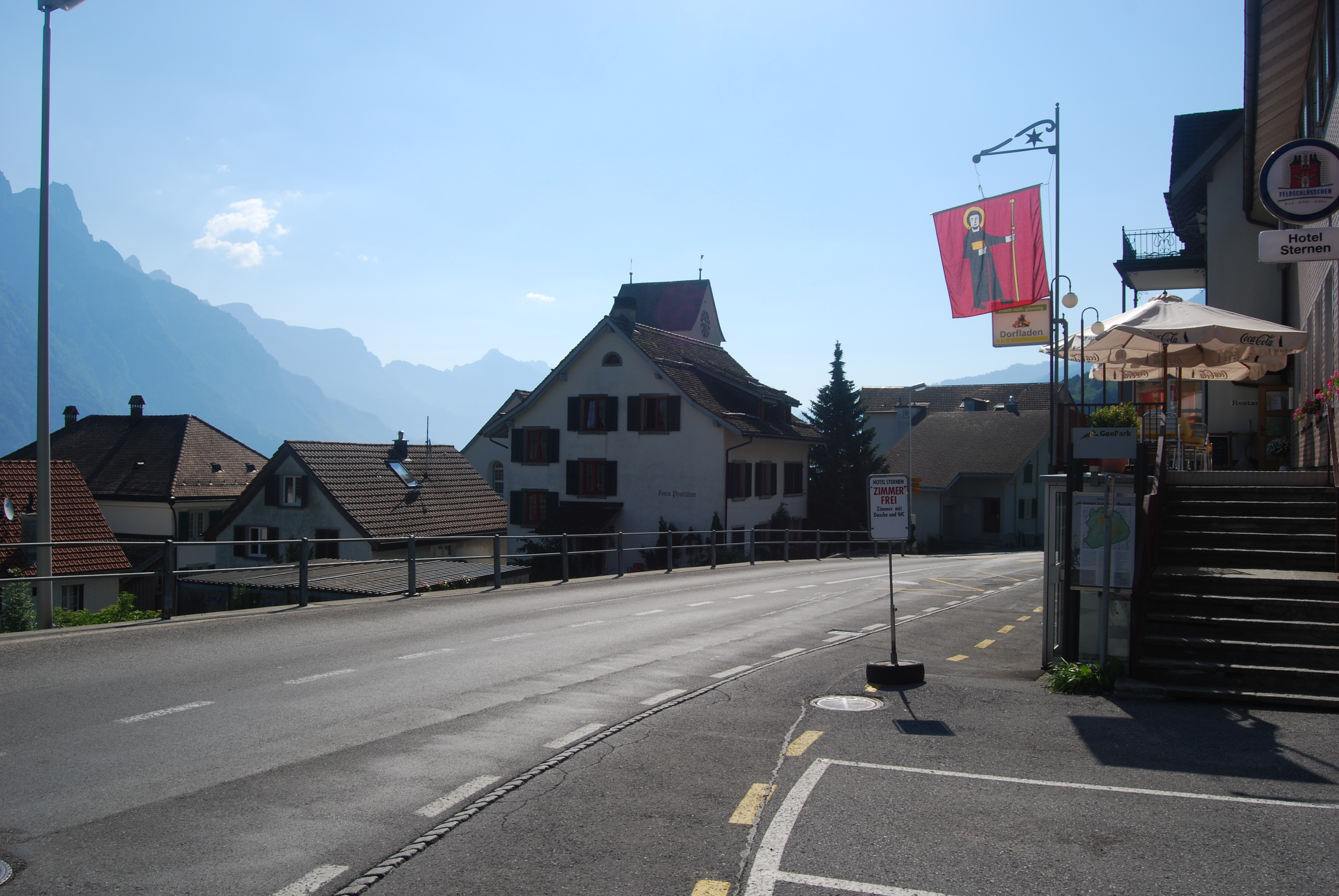
Dorfzentrum von Obstalden
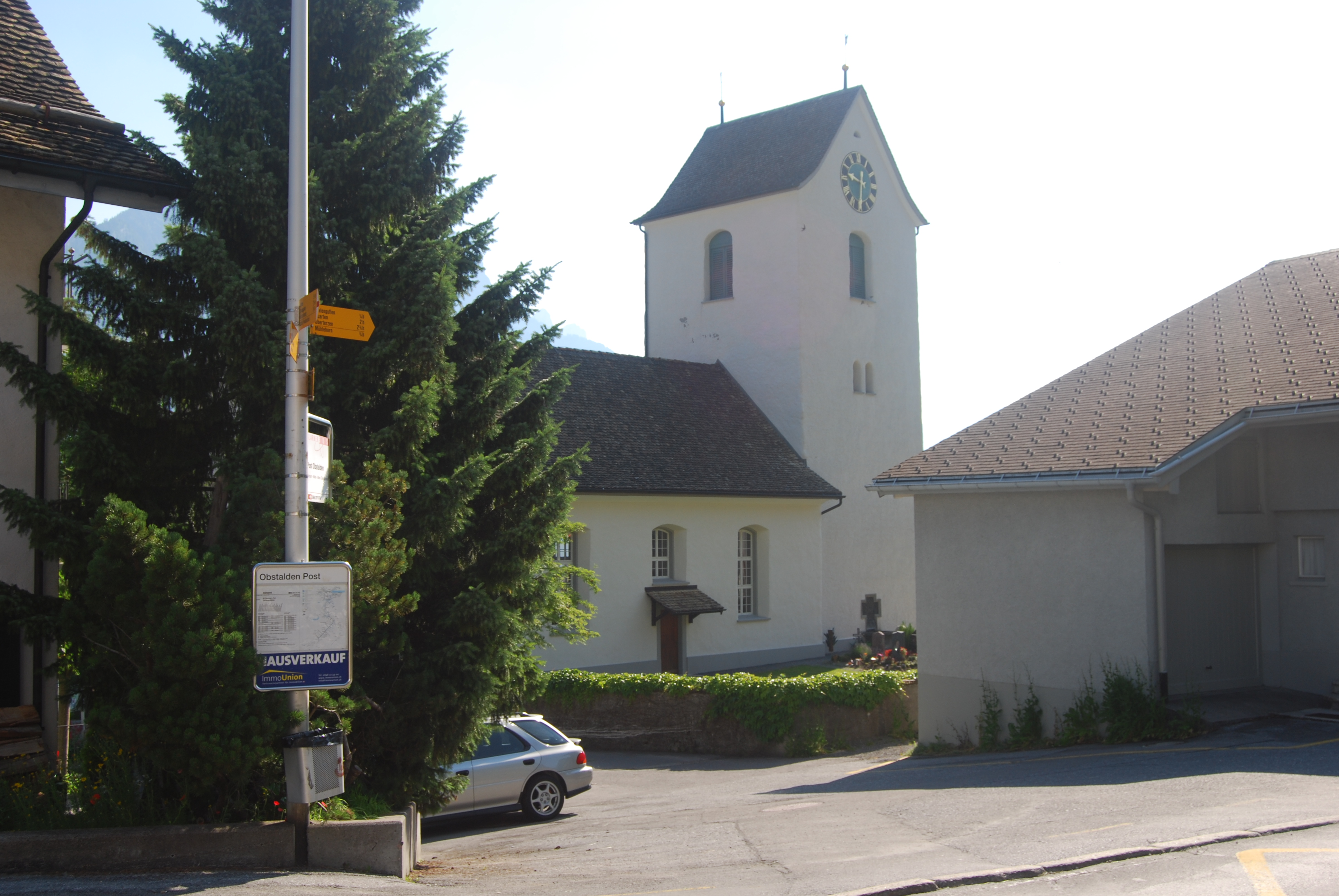
Kirche
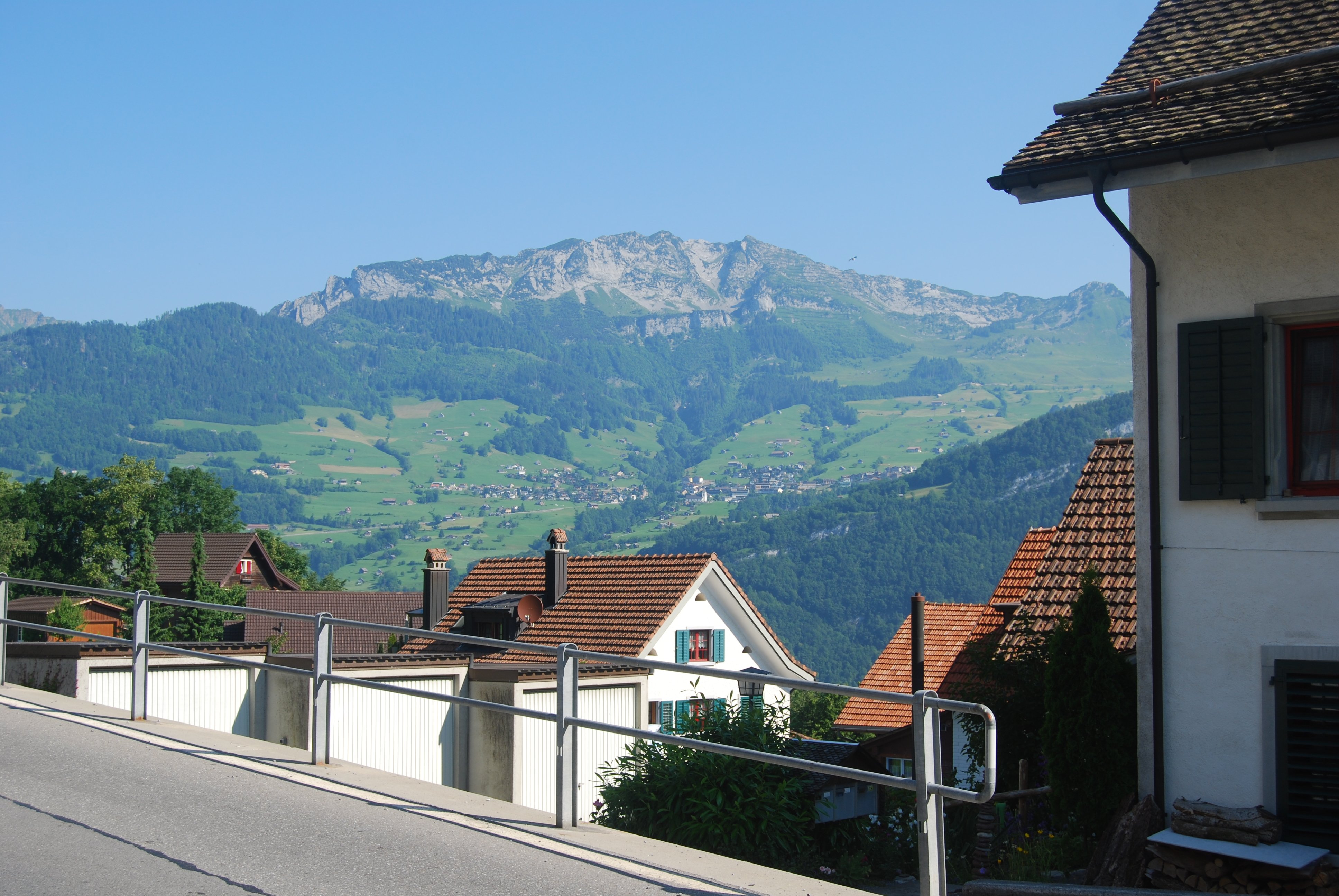
Blick von Obstalden auf Amden und den Mattstogg
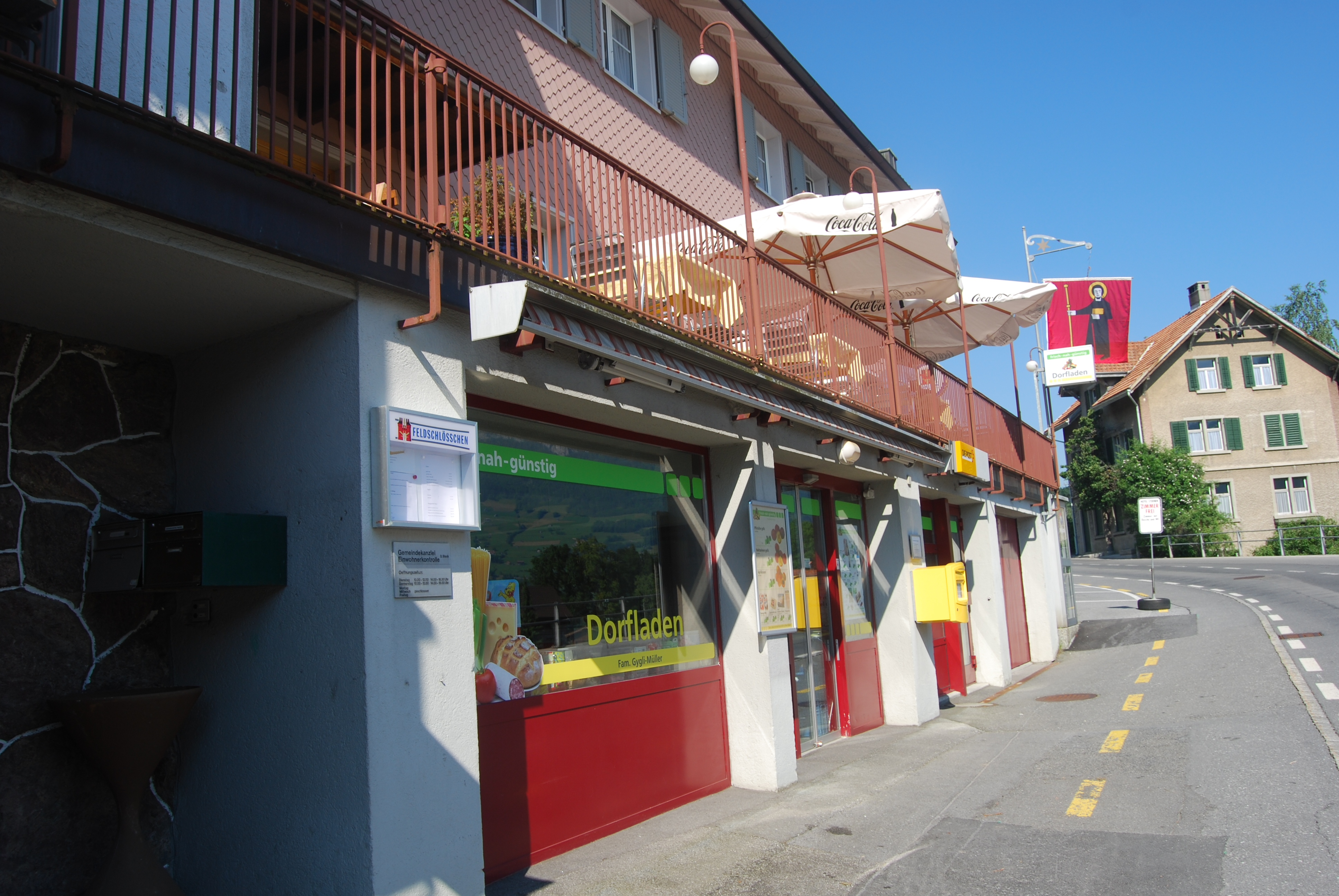
Dorfladen und Post
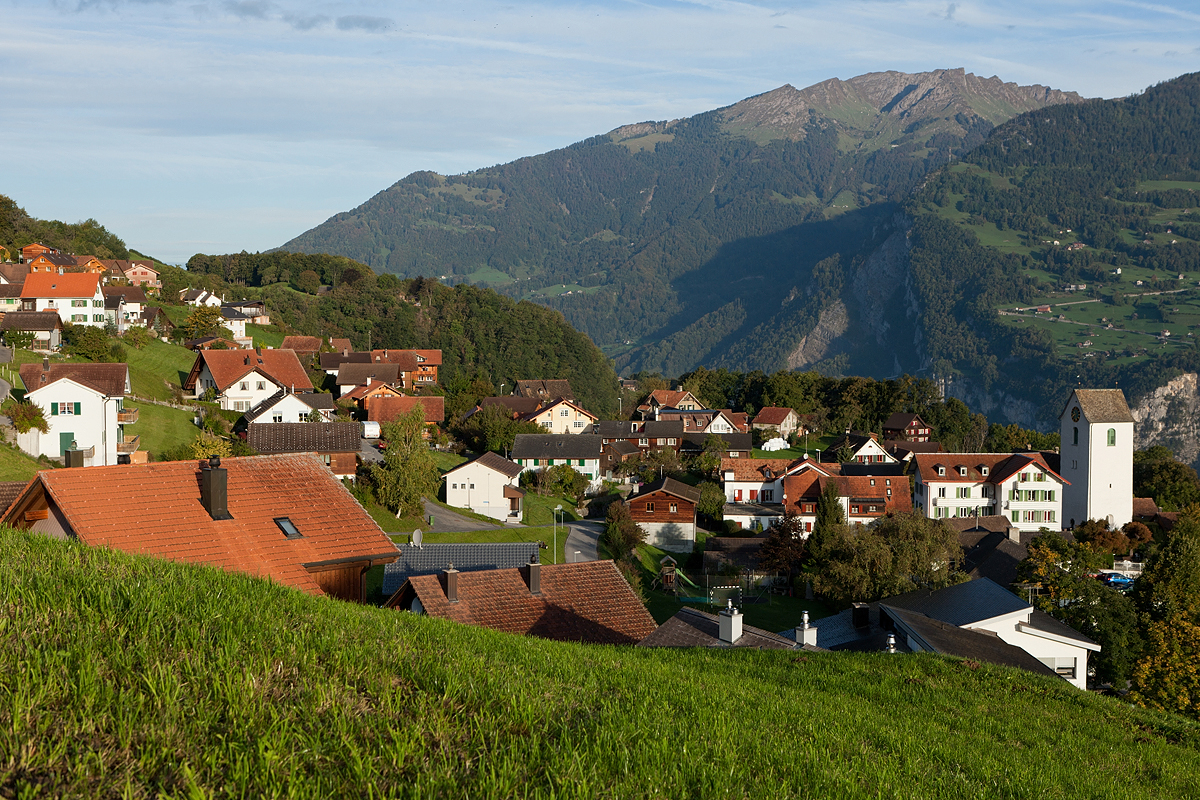
Dorfansicht von Osten her
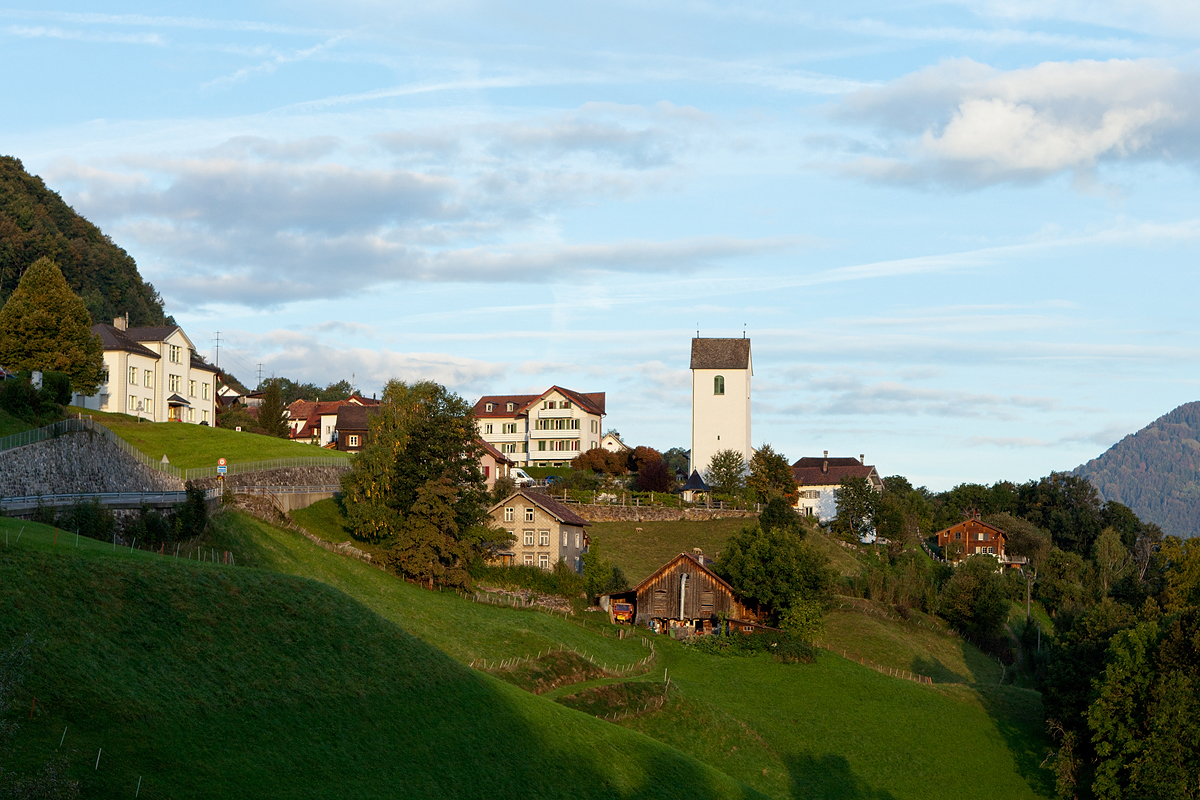
Dorfansicht
Obstalden, September 1912